# دیمیتریس پابادوپولوس
دیمیتریوس «دیمیتریس» پابادوپولوس (یونانی: Δημήτρης Παπαδόπουλος؛ زاده ۲۰ اکتبر ۱۹۸۱) بازیکن فوتبال سابق اهل یونان است.
وی همچنین در تیم ملی فوتبال یونان بازی کرده‌است.

## افتخارات

### باشگاهی
پاناتینایکوس
- سوپر لیگ فوتبال یونان: ۰۴–۲۰۰۳
- جام حذفی فوتبال یونان: ۰۴–۲۰۰۳

دینامو زاگرب
- لیگ فوتبال کرواسی: ۱۰–۲۰۰۹

### ملی
یونان
- جام ملت‌های اروپا: ۲۰۰۴